# Lucy Siegle
Lucy Siegle (Chester, Reino Unido), 8 de noviembre de 1974) es una periodista británica y escritora de temas medioambientales. Es periodista en The One Show.

## Carrera

### Escritos
Después de trabajar para una compañía textil del sur de Londres, Siegle se unió a la revista  The Observer Magazine (entonces Life Magazine) como administradora en el año 2000. Ha comentado que no tenía ambiciones de escribir en ese momento, pero que el equipo editorial alimentó su habilidad y se entusiasmó con su interés en cuestiones medioambientales. Escribió su primer artículo en 2001 sobre las nuevas asociaciones civiles en Londres y luego pasó a escribir cientos de artículos, reportajes y artículos de opinión para el grupo Guardian, entre otras publicaciones sobre temas de justicia ambiental y social. Las historias incluyen un viaje en el buque Rainbow Warrior de Greenpeace e investigar la industria del cuero
En 2004, Siegle fue freelance, editando una sección para la revista Marie Claire UK y se convirtió en columnista de vida ética para The Observer La columna se ha publicado sin interrupción hasta el día de hoy y tiene una presencia única en los medios de comunicación británicos. On-line se publica en The Guardian. 
Siegle ha escrito varios libros entre los que se incluyen Green Living in the Urban Jungle (Green Books 2001), A Good Life (Guardian books) y To Die For: is fashion wearing out the world? (Fourth Estate 2011). 
El libro To Die For fue nominado al Premio Orwell 2012, se le atribuye ser el texto de referencia sobre la huella ecológica y humana de la industria moderna de la moda. Es la base del documental de 2015 The true cost, dirigido por Andrew Morgan. Siegle aparece en la película y fue una de las productoras ejecutivas.

### Televisión
Siegle es conocida como reportera en el programa nocturno de BBC One The One Show. Es una de las más antiguas colaboradora del programa, al que se unió en 2007. En 2009 y 2012, Siegle destacó como copresentadora de The One Show en varias ocasiones, presentando desde el estudio con Adrian Chiles, Chris Evans y Matt Baker. 
En 2012, cuando The One Show hizo el descanso de verano, copresentó The One Show: Best of Britain con Matt Allwright, un resumen de los aspectos más destacados del espectáculo.
En el Reino Unido también es experta sobre medio ambiente para Sky News y Good Morning Britain. Fue concursante de Pointless Celebrities de la BBC.
Siegle es conocida como tertuliana y comentarista, particularmente en materia de justicia ambiental y social. Ha presidido varios debates sobre la industria de la moda en la Cámara de los Comunes y la Cámara de los Lores, y participó en los principales debates de la Royal Society. En 2016 entrevistó a Vivienne Westwood y Stella McCartney en directo en el escenario, esta última como parte de los Premios de sostenibilidad  Kering en Londres. En diciembre de 2016 fue anfitriona del APSE en Blackpool.

### Moda
A Siegle se le atribuye el impulso y la popularización del movimiento ético en la moda en el Reino Unido, pero es profundamente crítica con las grandes marcas de moda que pretenden ser éticas. Ella ha dicho que todo el movimiento del Reino Unido corre el peligro de ser cooptado y comprado por las grandes marcas y ha sido particularmente crítica con las iniciativas de reciclaje de ropa.
Siegle está acreditada por su amiga y colega Livia Firth al diseñar el Green Carpet Challenge (ahora dirigido por Firth y su marca Eco Age). Juntas Firth y Siegle asistieron a los Oscar 2011 para promover la moda sostenible y han trabajado en otros eventos como el Met Ball y los Golden Globes y los BAFTAs. 
Siegle También ha dirigido un corto, Green Cut, sobre la moda sostenible que se proyectó en el Festival de Cine de Londres 2012 y fue patrocinado por Amex.
En 2014, Siegle viajó a la Amazona brasileña y a su regreso, inició un proyecto con Livia Firth y la marca Gucci para producir bolsos de cero deforestación.

## Vida personal
Siegle nació cerca de Chester en el Reino Unido, su padre era irlandés y su madre de Liverpool. Asistió a 15 escuelas, trasladándose del Reino Unido, principalmente el noroeste y la República de Irlanda, hasta que su familia finalmente se estableció en Devon.
A la edad de 17 años, se mudó a Londres para estudiar Inglés y Drama en la Queen Mary and Westfield y en la Central School of Speech and Drama. Se graduó en 1995.
Divide su tiempo entre Londres y Devon, donde ahora vive su familia, cerca de la ciudad comercial de Newton Abbot. En las entrevistas, ha dicho que pertenece a una gran familia con muchos primos y la mayoría de sus parientes viven en el noroeste de Reino Unido e Irlanda.
Siegle se casó con Ben Siegle en 2000 en una boda ecológica en Hazelwood House en South Devon.
En 2004, Siegle fundó y lanzó los Ethical Awards, que celebró su décimo aniversario en una entrega de premios en el V & A Museum en Londres.
Siegle también es música, toca la flauta a un alto nivel (por encima del grado VIII) y es una antigua corista que se ha presentado internacionalmente. En la década de 1990 tocó en varias pistas de música house. También trabajó anteriormente como actriz (entre 1995 y 2000).

## Publicaciones
- Green Living in the Urban Jungle. Green Books Ltd, 2001.
- A Good Life. Co-author. London: Transworld / The Guardian, 2005.
- To Die For. Fourth Estate, HarperCollins, 2010.
- Turning the Tide on Plastic. Trapeze, 2018.